# Kaku (Rõuge)
Kaku – wieś w Estonii, w prowincji Võru, w gminie Rõuge.